# 天正地震

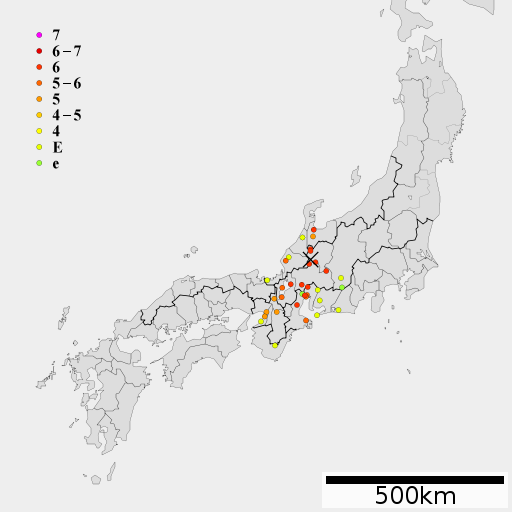
震度分布图

天正地震是指1586年1月18日（天正13年11月29日）发生在日本畿内、東海、東山、北陸諸道的1場地震。芮氏規模是7.8。罹難人數是沒有明確統計。但地震的影響範圍極廣。也很有可能多次餘震接連發生。但是卻有些的島嶼也因此消失。